# Quinéville
Quinéville ist eine französische Gemeinde mit 260 Einwohnern (Stand: 1. Januar 2022) im Département Manche in der Region Normandie. Sie gehört zum Arrondissement Cherbourg und zum Kommunalverband Agglomération du Cotentin. Die Einwohner nennen sich Quinévillais.

## Geografie
Die Gemeinde Quinéville liegt etwa 35 Kilometer südöstlich von Cherbourg an der Ostküste der Halbinsel Cotentin im Regionalen Naturpark Marais du Cotentin et du Bessin. Der Ärmelkanal begrenzt die Gemeinde im Osten. Umgeben wird Quinéville von den Nachbargemeinden Lestre im Norden, Fontenay-sur-Mer im Süden und Ozeville im Westen. Das Dorf Quinéville liegt auf einem Hügel, etwa 30 m über der ca. 1000 m entfernten Küstenlinie. Im Norden begrenzt der Küstenfluss Sinope die Gemeinde. An dessen Mündung in den Ärmelkanal entstand durch Ausbaggern ein gezeitenabhängiger kleiner Hafen. Nach diesem Hafen ist der Ortsteil Le Havre benannt, der sich in Richtung Süden bis Le Bourg Neuf etwa 1500 m an der Küste entlangzieht. Le Havre hat die typische Infrastruktur für Touristen: Hotels, Ferienhäuser, Campingplatz, Restaurants und Cafés. Weitere Ortsteile im Hinterland der Küste sind Beaurepaire, Les Landes, Launay und Les Roques.

## Geschichte
Die erste Nennung des Ortes als Chinevilla für das Jahr 1159 gilt als gesichert. Spätere Schreibweisen des Ortsnamens waren Kinevilla (1210), Quinevilla (1224) und Kinelvilla (1280).
Der vordere Teil des Namens stammt vermutlich aus dem gälischen Cináed, auf das auch der moderne Name Kenneth zurückgeht.
Während der Seeschlachten von Barfleur und La Hougue 1692 nahm der mit dem französischen König Ludwig XIV. verbündete abgesetzte englische König Jacob II. im Schloss Quinéville Quartier.
Am 6. Juni 1944 landen amerikanische Truppen in Utah Beach, wenige Kilometer südlich von Quinéville. Das Ziel der Alliierten war, Quinéville noch am selben, D-Day genannten Tag zu nehmen, um schnell nach Cherbourg vorzurücken und den für die alliierte Versorgung wichtigen Hafen zu erobern. Durch die starke deutsche Gegenwehr gelang dies erst am 17. Juni 1944.
Von 1886 bis 1950 hatte Quinéville zusammen mit der nördlichen Nachbargemeinde Lestre einen gemeinsamen Bahnhof an der Bahnlinie von Valognes nach Barfleur.

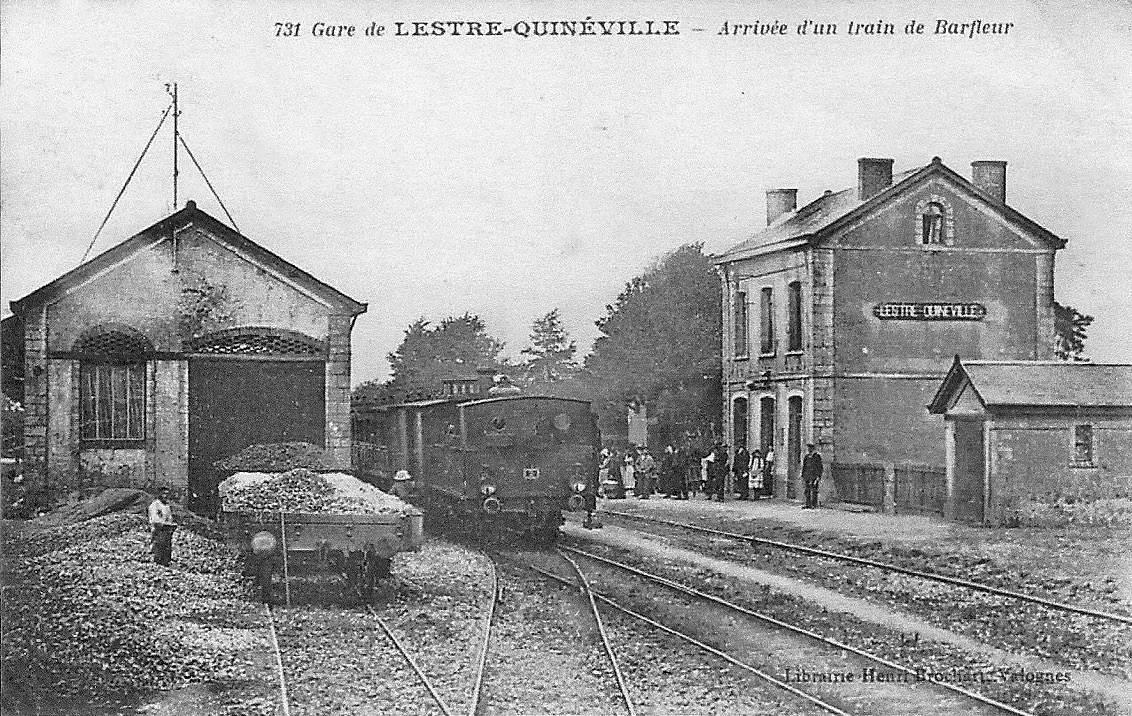
Ehemaliger Bahnhof Lestre-Quinéville um das Jahr 1900

### Bevölkerungsentwicklung
| Jahr      | 1962 | 1968 | 1975 | 1982 | 1990 | 1999 | 2006 | 2012 | 2021 |
| Einwohner | 323  | 314  | 249  | 192  | 306  | 292  | 302  | 290  | 262  |

Im Jahr 1946 wurde mit 405 Bewohnern die bisher höchste Einwohnerzahl ermittelt. Die Zahlen basieren auf den Daten von cassini.ehess und INSEE.

## Sehenswürdigkeiten
- Kirche Notre-Dame aus dem 11. Jahrhundert, Monument historique[7]
- Schloss Quinéville aus dem 18. Jahrhundert mit einem Eishaus
- Kamin im Schlosspark, Monument historique[8]
- Weltkriegs-Museum in Le Havre

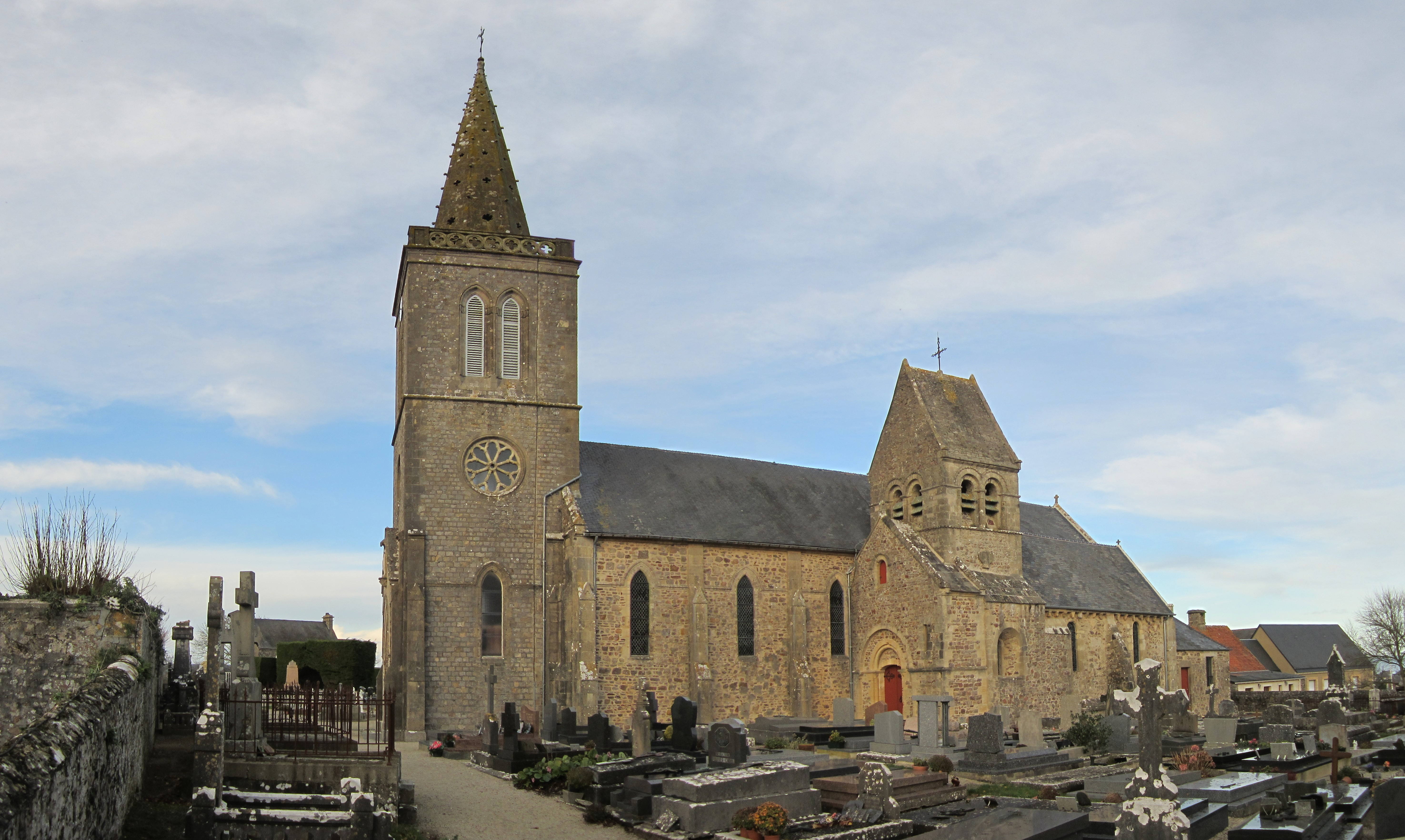
Kirche Notre-Dame
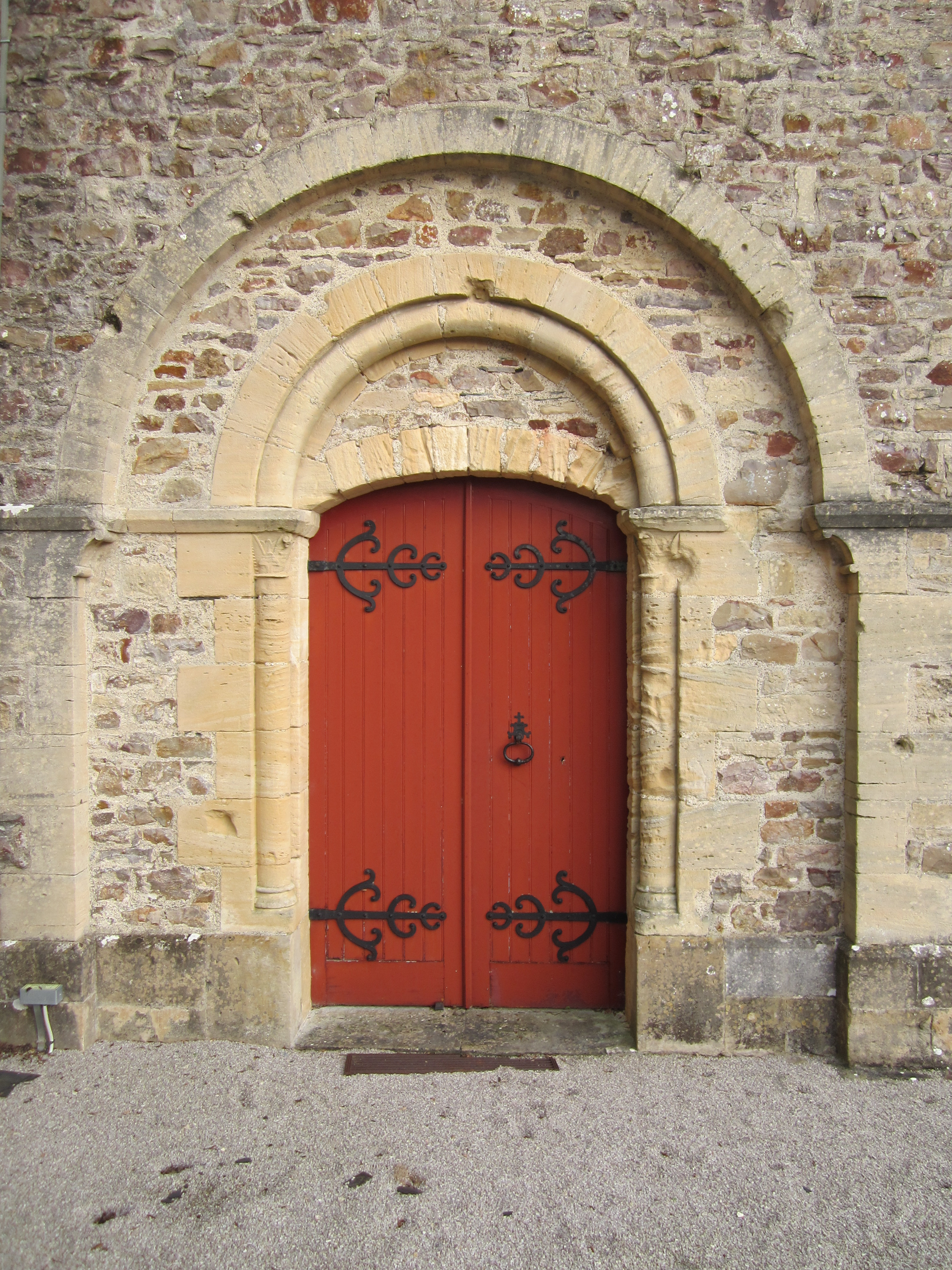
Kirchenportal
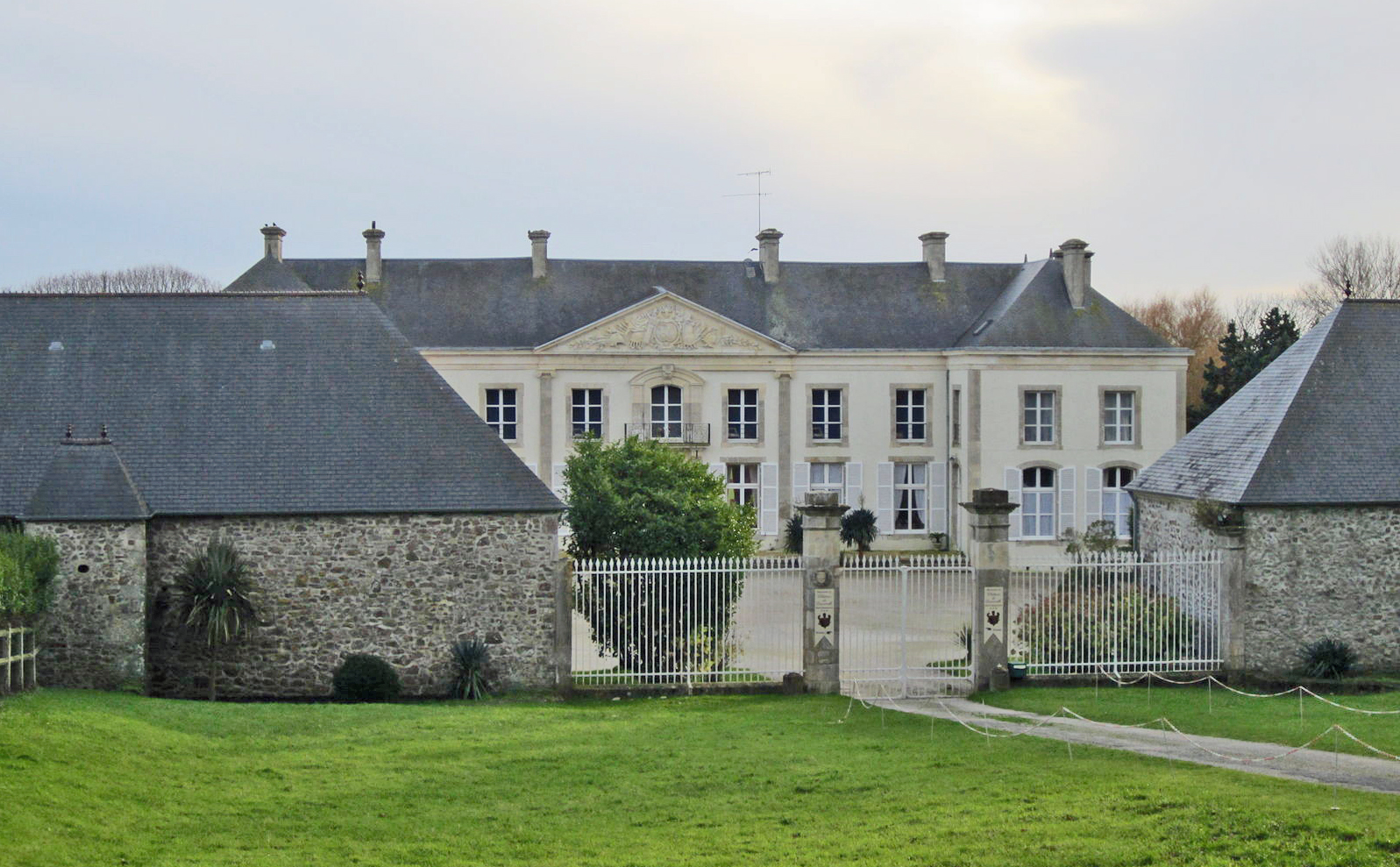
Schloss Quinéville
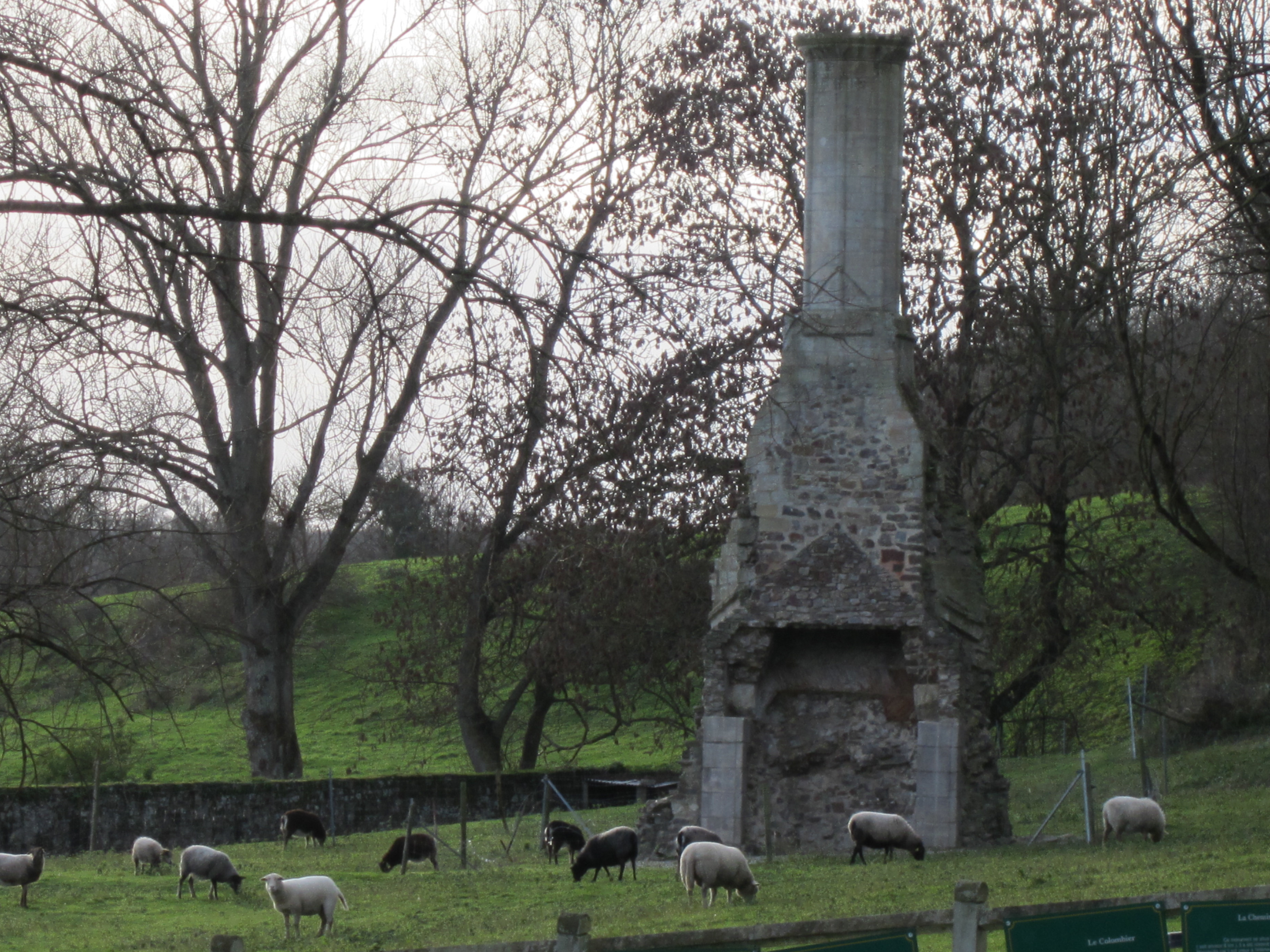
Kamin im Schlosspark
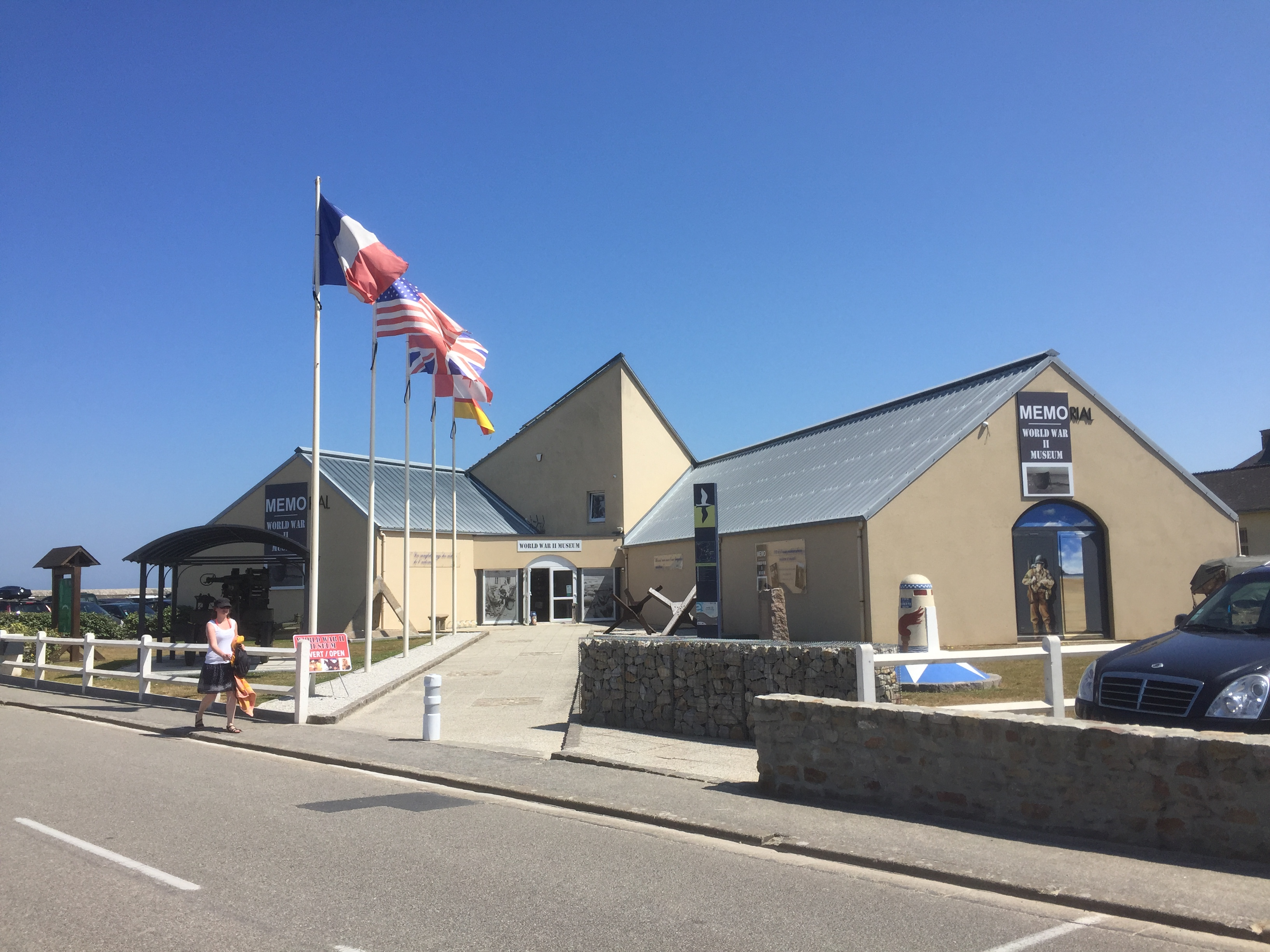
Weltkriegsmuseum

## Wirtschaft und Infrastruktur
In Quinéville sind zehn Landwirtschaftsbetriebe ansässig (Rinderzucht, Milchviehhaltung, Getreideanbau).
Zehn Kilometer westlich von Quinéville besteht ein Anschluss an die autobahnartig ausgebaute RN 13 von Cherbourg-en-Cotentin nach Bayeux. Der nächste Bahnhof befindet sich in 13 Kilometern Entfernung in der Stadt Valognes an der Bahnstrecke Mantes-la-Jolie–Cherbourg.

## Belege
1. ↑  François de Beaurepaire: Les Noms des communes et anciennes paroisses de la Manche. A. et J. Picard, Paris 1986, ISBN 2-7084-0299-4.
2. ↑  Lucien Musset: Aperçus sur la colonisation Scandinave dans le nord du Cotentin. In: Annuaire des cinq départements de la Normandie. 1954, S. 34–37.
3. ↑  Claude Quétel (Hrsg.): Dictionnaire du Débarquement. Ouest-France, Rennes 2001, ISBN 978-2-7373-4826-6.
4. ↑  Michel Harouy: Le Val de Saire au temps du Tue-Vâques. Le Coudray-Macouard, Cheminements 2004, ISBN 2-84478-266-3.
5. ↑  Quinéville auf cassini.ehess.fr
6. ↑  Quinéville auf insee.fr
7. ↑  Eglise in der Base Mérimée des französischen Kulturministeriums (französisch)
8. ↑  La grande cheminée in der Base Mérimée des französischen Kulturministeriums (französisch)
9. ↑  Landwirtschaftsbetriebe auf annuaire-mairie.fr (französisch)